# Lepechiniella persica
Lepechiniella persica är en strävbladig växtart. Lepechiniella persica ingår i släktet Lepechiniella och familjen strävbladiga växter.

## Underarter
Arten delas in i följande underarter:
- L. p. kopetdaghensis
- L. p. persica
- L. p. plicata
- L. p. wendelboi